# Korcziwci
Korcziwci (ukr. Корчівці, rum. Corcești) – wieś na Ukrainie w rejonie hlibockim obwodu czerniowieckiego.
Pod koniec XIX w. wieś Korczestie w powiecie storożynieckim na Bukowinie.